# Étoile pauvre en hélium
Une étoile pauvre en hélium, ou étoile He-weak, est un type d'étoile chimiquement particulière de type spectral B. Dites étoiles CP4, elles se caractérisent par des raies de l'hélium d'intensité plus faible que l'observation des couleurs UBV ne le laisseraient supposer. Leurs raies de l'hélium les placent dans un type spectral plus tardif (c'est-à-dire plus froid) que leurs raies de l'hydrogène. Paradoxalement, les étoiles pauvres en hélium ne sont pas mutuellement exclusives avec les étoiles riches en hélium (He-strong), certaines variant entre ces deux états sur une échelle de quelques jours.

## Historique

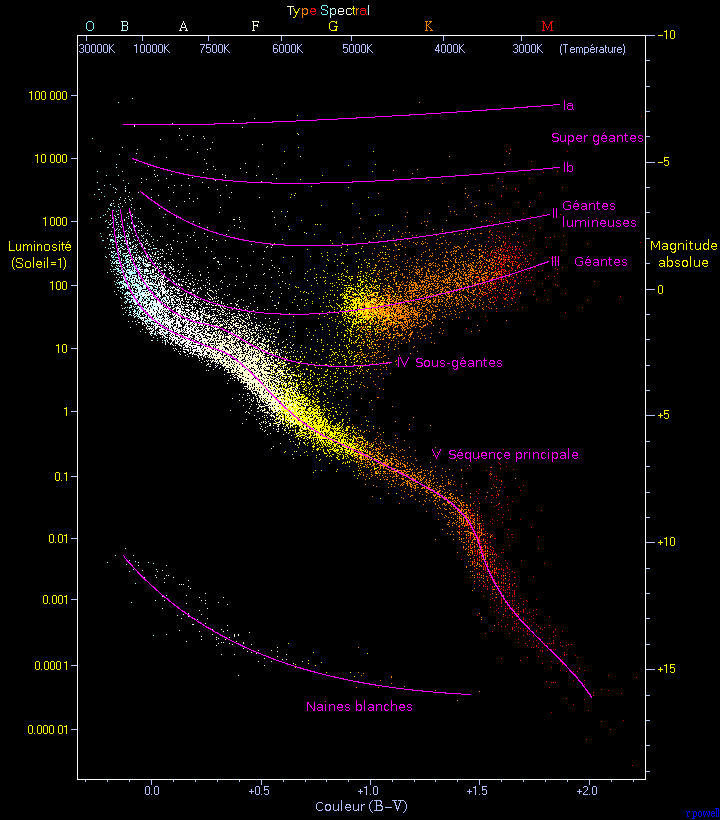
Le diagramme de Hertzsprung-Russell, avec la séquence principale marquée comme une bande diagonale allant du haut à gauche au bas à droite.

En 1952, Stewart Sharpless remarque que les étoiles HD 37058 et HD 37129, faisant partie de l'épée de la constellation d'Orion, possèdent de faibles raies d'hélium et que d'autres étoiles localisées près du bord inférieur de séquence principale sur le diagramme H-R ont des caractéristiques similaires. Il propose de traiter ce genre d'étoile différemment des étoiles ordinaires de la séquence principale.
Le Trapèze dans la région d'Orion a fait l'objet de plusieurs recherches, dont une des questions était de savoir si le rougissement dû à l'extinction de la région était applicable. Joel Stebbins et Albert Whitford ont conclu en 1945 que la région était anormalement plus rouge qu'elle ne devrait l'être. Après une recherche approfondie de cet amas par Sharpless en 1952 & 1954 avec la technique photométrique UBV, il en conclut plutôt que les indices de couleur U-B et B-V sont normaux, mais que le ratio des raies d'absorption total aux sélectives Ax|Ey valait le double de leur valeur normale.

### Étude de Huang et Struve

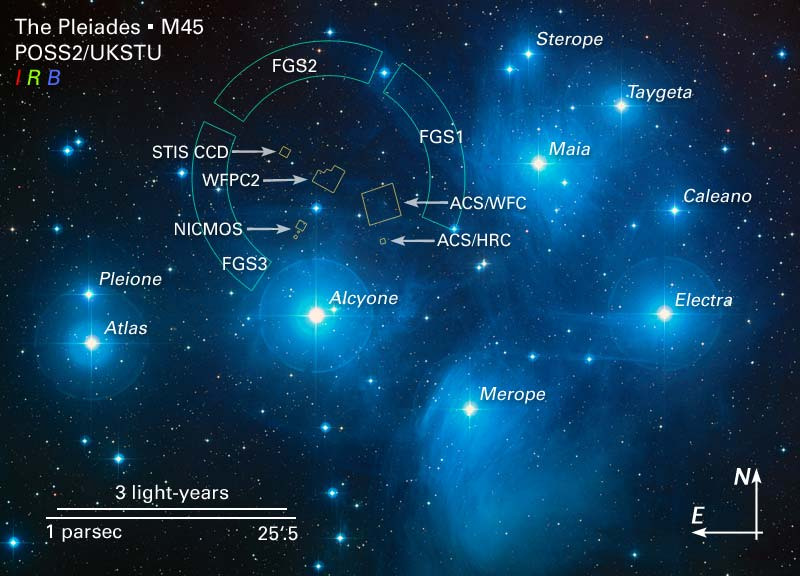
Les Pléiades

Su-Shu Huang et Otto Struve, en 1956, font une étude exhaustive des raies d'absorption de l'étoile Maïa. Les deux chercheurs remarquent que l'étoile semble posséder des raies d'hélium moins marquées que les autres étoiles de type B. Ils supposent que cela s'explique par le fait que sa partie équatoriale soit plus froide et qu'elle comprend des raies métalliques plus marquées, tandis que les raies He I soient du côté plus chaud de l'étoile, au niveau des pôles.
Plusieurs éléments ont été trouvés, mais ils ont concentré leur effort sur les raies d'hydrogène et d'hélium. Ils remarquent une disparité de l'hélium et de l'hydrogène, mais ne tirent pas de conclusion définitive sur le sujet, car certains facteurs restent non résolus. Aussi, ils théorisent que l'étoile possède la même rotation rapide que ses étoiles sœurs des Pléiades, mais que depuis la Terre elle est vue par les pôles.
En 1965, John T. Guthrie (en) reprend l'idée de Huang et Struve et suppose que ces étoiles sont effectivement des étoiles de type B sur la séquence principale mais qu'elles sont plus pauvres en hélium, et que ces étoiles particulières permettraient de reconnaître les étoiles de type B à rotation rapide vue d'un pôle.

### Rejet de la supposition de Huang et Struve
Leonard Searle (en), Wallace Sargent et plus tard, Peter Strittmatter (de), rejettent la supposition de Huang et Struve sur la vitesse de rotation du fait que Maïa, 36 Lyncis (en) et α Sculptoris ont des raies de C II qui ne sont pas faibles. L'excitation et l'ionisation de ces raies sont similaires aux raies He I. Ils proposent en fait qu'il s'agisse d'un nouveau sous-groupe d'étoiles chimiquement particulières (CP) faisant partie des séquences Ap.
Ils reviennent aussi sur l'hypothèse de Guthrie sur la vitesse de rotation. Les chercheurs démontrent que les étoiles de type B qui ont une rotation rapide presque vue d'un pôle ne possèdent pas forcément de raie He I faible pour leur couleur UBV. Ainsi, les étoiles Be — qui ont une rotation si rapide qu'elles en éjectent de la matière — qui sont vues d'un pôle ont des raies d'hélium normales pour leur couleur. Ils amènent aussi le fait que la comparaison des étoiles He-weak se fait en pratique avec des étoiles B « normales », qui sont vues selon plusieurs angles et pas seulement d'un pôle, et non avec des étoiles de type B sans rotation. Dans l'hypothèse à rotation rapide, les raies He I seraient formées préférentiellement aux pôles, mais dans ce cas il n'y aurait pas que des étoiles vues par les pôles (et donc à rotation apparente lente) qui auraient des raies de l'hélium faibles. Ils ne continuent pas sur ce cas, car cela demanderait d’accéder l'intérieur de l'étoile pour en étudier sa composition. Ils portent ensuite leur attention sur les étoiles faibles en hélium découvertes par Sharpless. Leurs calculs donnent des résultats similaires, mais en raison de l’incertitude causée par les raies d'absorptions totales aux sélectives, ils laissent la conclusion de Sharpless inchangée,.  

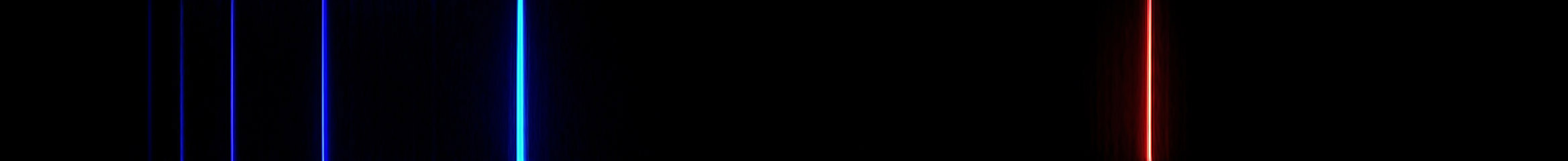
La série de Balmer.

### Étude de Leone et Manfré
Une étude réalisée par Francesco Leone et Manfré montre que la composition de l'atmosphère des étoiles CP peut altérer le profil des raies de Balmer.
Comme le résument Catanzaro, Leone et Dall

« The latter authors (Leone & Manfré 1997) found that the Hβ line profile depends on the metal and helium abundances. Hence, the metal opacity scale and the microturbulence velocity adopted to compute the atmosphere model have to be consistent with the derived abundances, measured microturbulence, Teff and log g. »

En reprenant la méthode de Leone et Manfré, ils ajoutent les raies Hδ et Hγ pour le calcul de la température effective (Teff) et la gravité de surface (log g). Ils étudient l'étoile HR 6000, considérée comme très pauvre en hélium. Après l'analyse des informations calculées et observées, ils en concluent que la raie Hδ est plus sensible et donc un meilleur indicateur pour le calcul de Teff et log g, comparée à la raie Hγ. Dans une étoile « normale », les raies d'hélium sont normalement fortes à une température effective de 13 000 K. Dans le cas de HR 6000, les raies d'hélium sont peu visibles car elles sont mélangées avec des raies métalliques, dont majoritairement celles du fer. Ils démontrent que la modélisation des raies de Hδ et Hγ, qui sont utilisées pour le calcul de Teff et log g, est sensible à la composition de l'étoile, surtout si la chimie de l'étoile diffère beaucoup d'une étoile normale.
Plusieurs autres études ont été entreprises, et il a été conclu que les étoiles faibles en hélium forment une sous-catégorie d'étoiles de la séquence B[Quoi ?], et ont un lien avec les étoiles Ap et Bp,,.

## Méthode de détection
Les raies de Balmer des étoiles de la séquence principale et des étoiles CP4 sont normalement semblables, mais les raies peuvent varier de puissance. De plus, les raies d'hélium produites par les étoiles CP4 chaudes sont normalement plus puissantes que les étoiles CP4 plus froides. La comparaison entre le profil théorique et observé des raies de Balmer est une des méthodes les plus précises pour calculer la température effective et la gravité de surface des étoiles.
L'utilisation de la température effective et de la gravité de surface sont l'une des méthodes les plus utilisées depuis les années 1990. L'utilisation des raies de Balmer et une bonne supposition de la composition chimique des étoiles He-weak permet d'obtenir plus d'informations sur les étoiles que par la photométrie UBV seulement,.
Une des études de Hauck et North précise que la photométrie astronomique est relativement fiable pour trouver la température effective, avec un taux d'inexactitude négligeable. Il a été remarqué que le taux d'hélium dans l'étoile influençait le calcul de la gravité de surface, probablement en raison de la contribution à la pression des électrons, donc à l'effet Stark.
Dans une étude publiée par l'Astronomical Society of the Pacific, il est montré que la disparité entre les types spectraux mesurés des étoiles pauvres en hélium, et celui qui serait obtenu uniquement à partir de leurs indices de couleur, est égale ou supérieure à deux dixièmes de classe spectrale. Cette disparité n'existe pas chez les étoiles de type B ordinaires.

## Liste d'étoiles
Liste d'étoiles tirées des ouvrages de références.
| HD      | Désignation (Bayer ou Flamsteed) | Notes                                                                |
| ------- | -------------------------------- | -------------------------------------------------------------------- |
| 5737,   | α Sculptoris                     |                                                                      |
| 19400   | θ Hydri                          |                                                                      |
| 22470   | 20 Eridani                       |                                                                      |
| 22920   | 22 Eridani                       |                                                                      |
| 28843   | ζ Eridani                        |                                                                      |
| 36916   |                                  |                                                                      |
| 37043B, | ι Orinis B                       |                                                                      |
| 37058   |                                  |                                                                      |
| 37129   |                                  |                                                                      |
| 49333   | 12 Canis Majoris                 |                                                                      |
| 79158   | 36 Lyncis (en)                   |                                                                      |
| 109026  | γ Muscae                         |                                                                      |
| 120709  | 3 Centauri A                     |                                                                      |
| 125823  | a Centauri                       | Alterne entre He-weak et He-strong sur une échelle de quelques jours |
| 131120  |                                  |                                                                      |
| 142301  | 3 Scorpii                        |                                                                      |
| 142884  |                                  |                                                                      |
| 142990  |                                  |                                                                      |
| 143699  |                                  |                                                                      |
| 144334  |                                  |                                                                      |
| 144661  |                                  |                                                                      |
| 144667  | HR 6000                          | Considéré "Extremely helium-weak"                                    |
| 144844  |                                  |                                                                      |
| 145501  |                                  |                                                                      |
| 146001  |                                  |                                                                      |
| 151346  |                                  |                                                                      |
| 162374  |                                  |                                                                      |
| 175156  |                                  |                                                                      |
| 175362  |                                  |                                                                      |
| 202671  | 30 Capricorni                    |                                                                      |
| 224926  | 29 Piscium                       |                                                                      |